# 市貝町城見ヶ丘運動公園
市貝町城見ヶ丘運動公園（いちかいまちしろみがおかうんどうこうえん）は、栃木県芳賀郡市貝町にある公園である。

## 概要
「町民及び町内の事業所に勤務する者の健康増進を図る」ことを目的として設置された町営の運動公園で、2006年（平成18年）に供用を開始した。
施設として8レーンの陸上競技場と、天然芝のサッカー場1面があり、ターゲット・バードゴルフの常設コースも設置されている
。なお、公園の使用にあたっては施設を占有しない場合でも使用料が必要。公園周辺には町民テニスコート、勤労者体育センター（総合グラウンド）、農業者トレーニングセンター、武道館などの運動施設や、町立図書館・歴史民俗資料館、温泉健康保養センターなどが集中している。
サッカー場はJリーグに所属する栃木SCが練習場として使用している。
2011年（平成23年）11月に行われた第24回全国スポーツ・レクリエーション祭「スポレクエコとちぎ2011」ではターゲット・バードゴルフの会場となった。また、2012年（平成24年）10月には市貝町の「第1回町民スポーツ・レクリエーション祭」の会場にもなっている。

## アクセス
- 真岡鐵道真岡線・多田羅駅から県道163号を北上、約1.2km